# Diecezja Gap-Embrun
Diecezja Gap-Embrun (łac. Dioecesis Vapincensis-Ebrodunensis) – diecezja Kościoła rzymskokatolickiego w południowej Francji. Powstała w V wieku jako diecezja Gap. W 1801 została zlikwidowana, ale już w 1822 przywrócono ją. W 2002 została przeniesiona ze zlikwidowanej wówczas metropolii Aix do nowo powołanej metropolii Marsylii. W latach 2007–2022 nosiła oficjalną nazwę Gap (-Embrun).